# Hada verdinigra
Hada verdinigra är en fjärilsart som beskrevs av Köhler 1947. Hada verdinigra ingår i släktet Hada och familjen nattflyn. Inga underarter finns listade i Catalogue of Life.